# Luigi De Filippo
Pour les articles homonymes, voir De Filippo.
Luigi De Filippo, né à Naples le 10 août 1930 et mort à Rome le 31 mars 2018, est un acteur, metteur en scène et dramaturge italien.

## Biographie
Né à Naples, fils des acteurs Peppino De Filippo et Adele Carloni, Luigi De Filippo a étudié la littérature à l'université, quittant les études avant l'obtention du diplôme pour s'orienter vers  le journalisme. Un peu plus tard, Luigi De Filippo fait ses débuts sur scène aux côtés de son père et commence une carrière d'acteur, notamment comme acteur s'exprimant en napolitain. Il a célébré le quarantième anniversaire de ses activités en recevant le Premio Personalità Europea au Capitol Hill.
Luigi De Filippo est apparu dans de nombreux rôles au cinéma, principalement en tant qu'acteur de genre. Il a également été actif à la  télévision. À partir de 2011, il est directeur artistique du théâtre Parioli (it) à Rome. Il meurt dans cette ville en mars 2018, alors qu'il était encore en janvier sur les planches du théâtre Parioli pour
Natale in casa Cupiello de son oncle Eduardo De Filippo.

## Filmographie

### Acteur

#### Cinéma
- 1951 : Filumena Marturano : Umberto
- 1952 : La leggenda del Piave : Giorgio, un soldat
- 1952 : Non è vero... ma ci credo : Ragionier Pietro Spirito
- 1954 : Peppino e la vecchia signora
- 1955 : Cortile : Garage Attendant
- 1955 : Da qui all'eredità : Pretendente di Marisa
- 1957 : Lazzarella : Nicola Sant'Elmo
- 1958 : Anna de Brooklyn : Zitto-Zitto
- 1958 : Promesse di marinaio
- 1959 : Débrouillez-vous ! (Arrangiatevi) de Mauro Bolognini : Commilitone di Nicola
- 1959 : Cerasella : Alfredo
- 1959 : Polycarpe, maître calligraphe : Gerolamo 'Gegè' Pancarano di Rondò
- 1959 : Roulotte e roulette : Paolo
- 1960 : Chi si ferma è perduto : Cavallo
- 1960 : My Friend, Dr. Jekyll
- 1961 : Gli incensurati
- 1962 : Il mio amico Benito : Fioretti
- 1962 : La Bataille de Naples : Cicillo (non crédité)
- 1966 : Amore all'italiana : Ricuzzo - Don Salvatore's Secretary
- 1966 : Honeymoons Will Kill You : Camilluccio
- 1967 : Soldati e capelloni : Mosca
- 1970 : Nini Tirebouchon : Ciccio / Mohamed Ali
- 1971 : Venga a fare il soldato da noi : Pasquale Gagliardelli
- 1986 : Giovanni Senzapensieri
- 1988 : Quelli del casco
- 1990 : In nome del popolo sovrano : Monseigneur Bedini

#### Télévision
Séries télévisées
- 1970 : La carretta dei comici : Zanni / Cirillino
- 1978 : Storie della Camorra : Eduardo Scarfoglio
- 1984 : Série noire : le commissaire Pietro Pianizza
- 1987 : La Mafia 3 : le juge Venturi
- 1989-1991 : Il ricatto : l'ingénieur
- 1996 : Un posto al sole : Otto Von Blucher (1999)
- 2007 : Quelli che... il calcio : lui-même
- 2013 : Pupetta: Il coraggio e la passione : Don Palumbo

Téléfilms
- 1995 : Il prezzo del denaro

### Scénariste
Série télévisée
- 1970 : La carretta dei comici